# تاوبرترسهایم
تاوبرترسهایم (به آلمانی: Tauberrettersheim) یک شهر در آلمان است که در Würzburg واقع شده‌است.